# Aeroportul Internațional Los Angeles

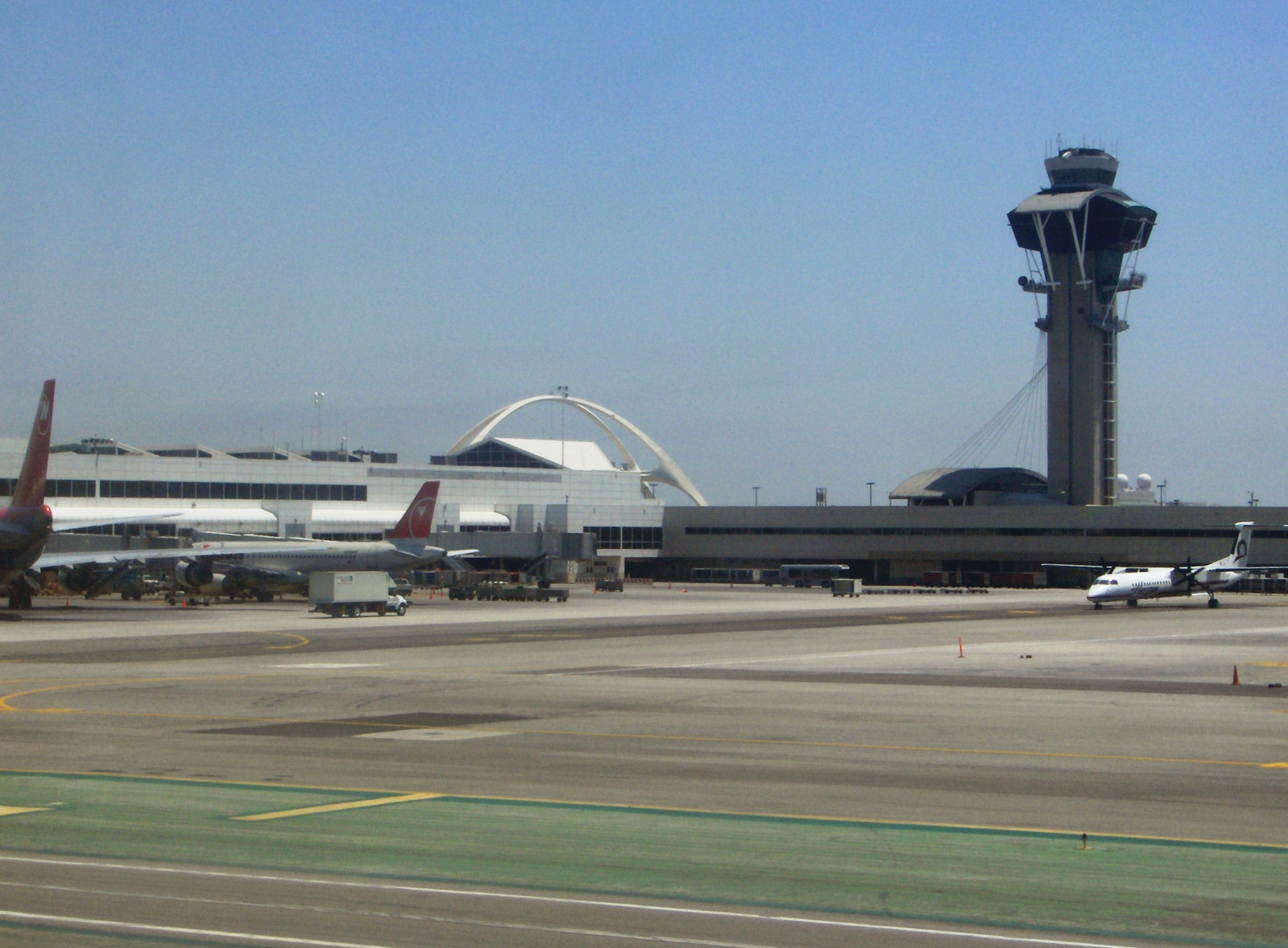
Aeroportul Internațional Los Angeles

Aeroportul Internațional Los Angeles (Los Angeles International Airport .IATA: LAX, ICAO: KLAX) este un aeroport internațional care servește orașul Los Angeles și regiunile învecinate din California.
Cu 61,048,552 de pasageri în 2006 și 1.833.300 de tone marfă, LAX este unul dintre cele mai aglomerate aeroporturi din lume.
Împreună cu aeroporturile Ontario International Airport, Van Nuys Airport și Palmdale Regional Airport a fuzionat sub numele de Los Angeles World Airports.
Este un important nod aerian pentru United Airlines.

## Legături externe
Materiale media legate de Aeroportul Internațional Los Angeles la Wikimedia Commons
- Site web oficial